# Buhai de baltă

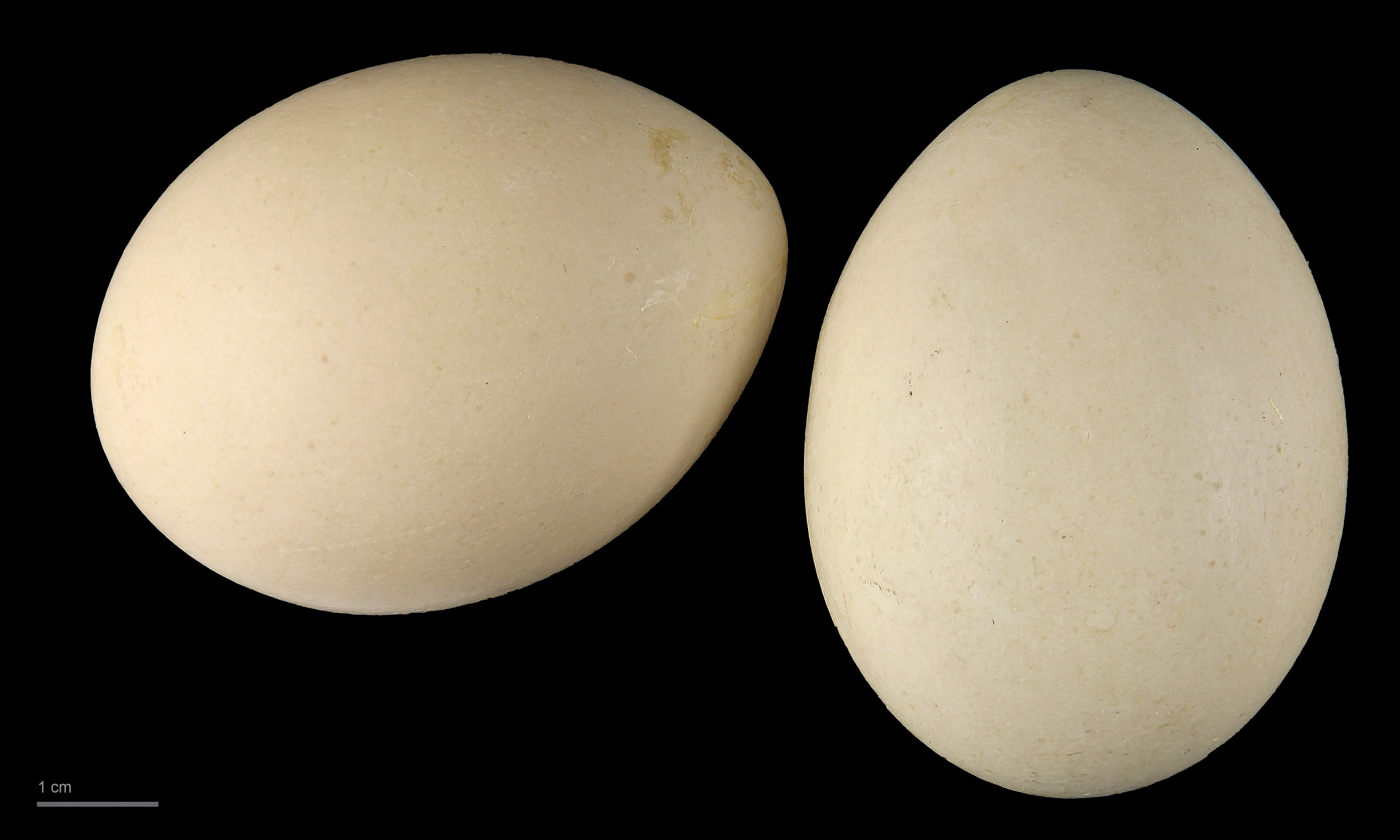
Botaurus stellaris - MHNT

Buhaiul de baltă (Botaurus stellaris) este o pasăre acvatică care trăiește ascunsă în stufărișul bălților. Face parte din familia stârcilor (Ardeidae). Pasărea este ceva mai mare decât o găină domestică, atingând 76 cm lungime și o greutate de 1,35 kg. Penajul, de un cenușiu-gălbui dungat cu negru, ca și poziția corpului îi asigură un camuflaj perfect. Buhaiul de baltă are picioare relativ scurte, un gât scurt și un cioc ascuțit. Vânează pândind animale sau insecte acvatice. Denumirea provine de la sunetul produs de masculi în perioada împerecherii, sunet ce poate fi auzit de la o depărtare de câțiva kilometri. Femela clocește și crește singură puii care, timp de două săptămâni, nu părăsesc cuibul, iar după două luni pot zbura.